# Charles de Gaulle
Charles André Joseph Marie de Gaulle (francês: [ʃaʁl də ɡol] (escutarⓘ), Lille, 22 de novembro de 1890 – Colombey-les-Deux-Églises, 9 de novembro de 1970) foi um general, político e estadista francês que liderou as Forças Francesas Livres durante a Segunda Guerra Mundial e presidiu o Governo Provisório da República Francesa de 1944 a 1946, a fim de restabelecer a democracia na França. Em 1958, saiu da reforma quando foi nomeado Presidente do Conselho de Ministros (Primeiro-ministro) pelo Presidente René Coty. Reescreveu a Constituição da França e fundou a Quinta República após a aprovação por referendo. Foi eleito presidente de França no final daquele ano, cargo para o qual foi reeleito em 1965 e manteve até sua renúncia em 1969.
Embora reeleito à presidência em 1965, ele enfrentou protestos generalizados de estudantes e trabalhadores em maio de 1968, mas teve o apoio do Exército e venceu uma eleição com uma maioria crescente na Assembleia Nacional. De Gaulle renunciou em 1969 após perder um referendo no qual propôs mais descentralização. Ele morreu um ano depois na sua residência em Colombey-les-Deux-Églises, deixando as suas memórias presidenciais inacabadas.
Muitos partidos e figuras políticas francesas reivindicam um legado gaullista; muitas ruas e monumentos de França foram dedicados à sua memória após a sua morte.

## Primeiros anos e carreira militar
De Gaulle nasceu na região industrial de Lille, no Flandres francês, sendo o terceiro dos cinco filhos de Henri de Gaulle, um professor de história e literatura em uma faculdade jesuíta que mais tarde criou sua própria escola, e de Jules Maillot, empresária do ramo têxtil. Foi criado em uma família de devotos católicos, nacionalistas e tradicionalistas, mas também bastante progressistas.
O pai de Gaulle, Henri, descendia de uma longa linhagem de aristocratas da Normandia e da Borgonha, enquanto sua mãe, Jeanne Maillot, pertencia a uma família de ricos empresários de Lille.

## Primeira Guerra Mundial
Durante a Primeira Guerra Mundial, foi feito prisioneiro durante a Batalha de Verdun, e esteve no mesmo campo de prisioneiros onde estava o jornalista Rémy Roure, que eventualmente seria um aliado político de De Gaulle e o futuro marechal soviético Mikhail Tukhachevsky, que foi executado em 1937 durante o Grande Expurgo. Nos anos 1920 e 1930 de Gaulle destacou-se como um proponente da guerra de blindados e defensor da aviação militar, que ele considerava um meio para romper o impasse da guerra de trincheira.

## Segunda Guerra Mundial
Durante a Segunda Guerra Mundial, foi promovido ao posto temporário de brigadeiro, liderando um dos poucos contra-ataques de cargos bem-sucedidos, antes da queda da França, em 1940. Em seguida, serviu por pouco tempo ao governo francês, antes do início da hierarquia, e logo refugiou-se na Inglaterra, de onde proferiu um famoso discurso, transmitido pelo rádio, em junho de 1940, no qual exortava o povo francês a resistir à Alemanha Nazista e organizando as forças francesas livres com oficiais franceses exilados no Reino Unido.
Durante a Segunda Guerra Mundial rivalizou com o general Henri Giraud na liderança das forças militares e da Resistência francesa. Ao passo que o general Giraud tinha o apoio de Franklin Delano Roosevelt e dos Estados Unidos, De Gaulle foi preferido pelos sectores de esquerda da Resistência, que preferiam a postura mais antiamericana de De Gaulle, mesmo durante a guerra.
Gradualmente, obteve o controle de todas as colônias francesas - a maioria das quais haviam sido inicialmente controladas pelo regime pró-alemão de Vichy. À época da libertação da França, em 1944, de Gaulle dirigia um governo no exílio - a França Livre - insistindo que a França deveria ser tratada como uma potência independente pelos outros aliados. Sua irmã, Marie-Agnès de Gaulle, foi capturada e detida pelos alemães e resgatada após a Batalha pelo Castelo Itter em 5 de maio de 1945. Após a libertação da França, tornou-se primeiro-ministro do Governo Provisório Francês, renunciando em 1946 devido a conflitos políticos.

## Política
Após a guerra, fundou seu próprio partido político, o RPF. Embora se tivesse retirado da política em 1950, após a derrota do RPF, foi escolhido pela Assembleia Nacional Francesa para voltar ao poder como primeiro-ministro, durante a crise de maio de 1958. De Gaulle liderou a redação de uma nova Constituição, fundando a Quinta República e foi eleito Presidente da França, um cargo que agora detinha um poder muito maior do que na Terceira e Quarta Repúblicas.

### Presidência
Como presidente, Charles de Gaulle pôs fim ao caos político que precedeu o seu regresso ao poder. Durante seu governo, promoveu o controle da inflação e instituiu uma nova moeda em janeiro de 1960. Também fomentou o crescimento industrial. Apesar de ter apoiado inicialmente o domínio francês sobre a Argélia, decidiu mais tarde conceder a independência àquele país, encerrando uma guerra cara e impopular. A decisão dividiu a opinião pública francesa, e de Gaulle teve que enfrentar a oposição dos colonos pieds-noirs e dos militares franceses que tinham inicialmente apoiado seu retorno ao poder.
De Gaulle empreendeu o desenvolvimento de armas nucleares francesas e promoveu uma política externa pan-europeia, buscando livrar-se das influências norte-americana e britânica. Retirou a França do comando militar da OTAN - apesar de continuar a ser membro da aliança ocidental - e por duas vezes vetou a entrada do Reino Unido na Comunidade Europeia.
Viajou frequentemente pela Europa Oriental e por outras partes do mundo e reconheceu a China comunista. Em 1967, durante uma visita oficial ao Canadá, incentivou publicamente o Movimento pela independência de Quebec, o que causou a mais grave crise diplomática entre a França e o Canadá. Seu discurso pronunciado em Montreal, no dia 24 de julho, foi concluído exatamente com o slogan dos separatistas: "Viva o Quebec livre!", o que foi interpretado pelas autoridades canadenses como apoio do presidente francês ao movimento autonomista.
Charles De Gaulle foi alvo de três atentados confirmados, todos falhados. O primeiro ocorreu em Paris, no ano de 1945, por atiradores furtivos alemães. Outro em 8 de setembro de 1961, organizado por Raoul Salan, uma bomba fabricada com explosivo plástico explodiu perto de seu carro. O último aconteceu em 22 de agosto de 1962, quando seu carro foi crivado de balas, ficando o vidro traseiro estilhaçado e os pneus estourados, num atentado que mais tarde foi narrado no livro best-seller "O Dia do Chacal", de Frederick Forsyth. Ainda em 1963, seria desbaratado um complô na Escola Militar para matá-lo.
Durante seu mandato, de Gaulle também enfrentou a oposição política dos comunistas e dos socialistas. Apesar de ter sido reeleito presidente em 1965, desta vez por voto popular direto, em maio de 1968 parecia provável que perdesse o poder, em meio a protestos generalizados de estudantes e trabalhadores. No entanto, sobreviveu à crise com uma ampliação da maioria na Assembleia. Pouco depois, em 1969, depois de perder um referendo sobre a reforma do Senado e a regionalização, renunciou.

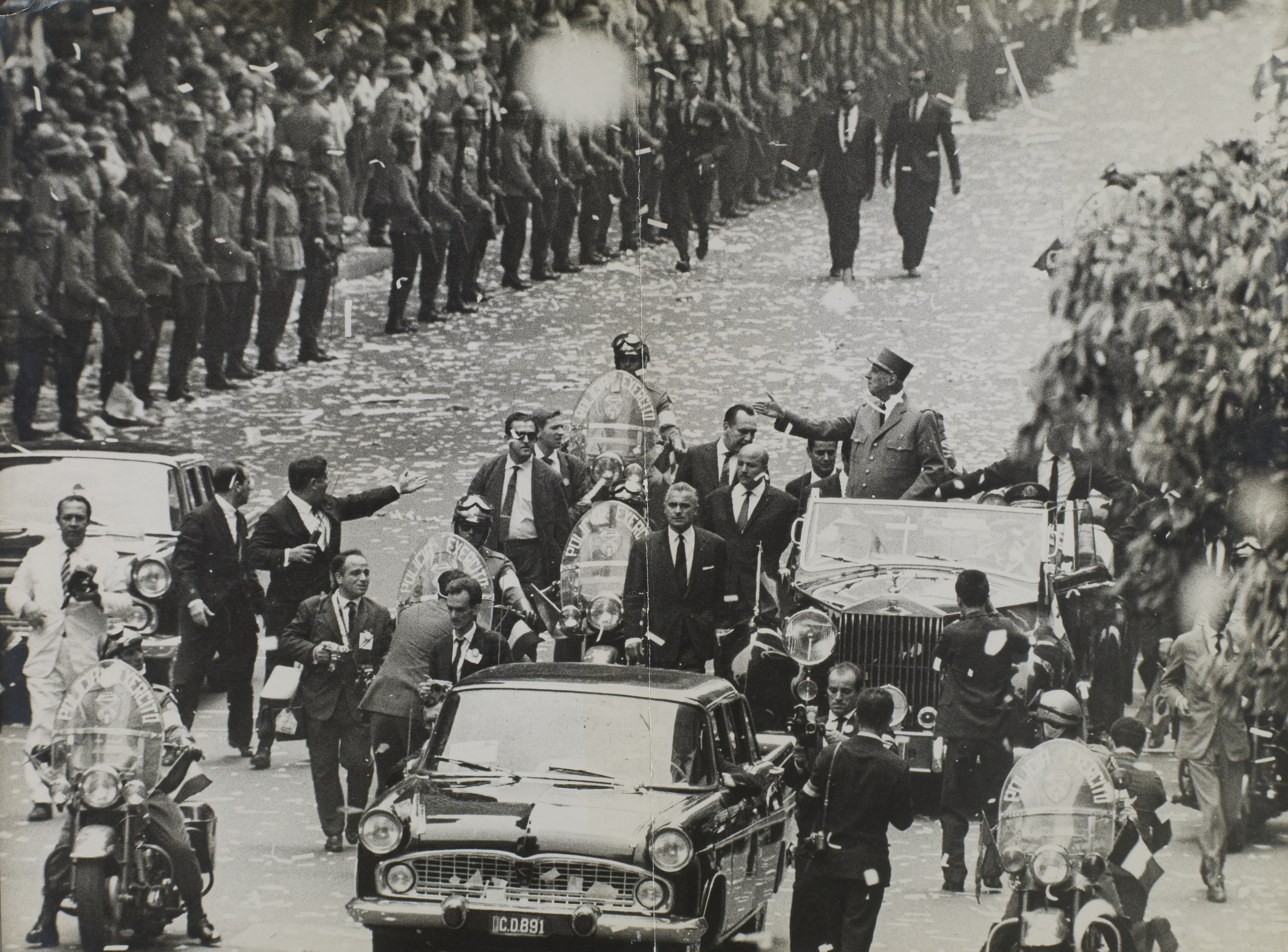
Charles de Gaulle visita o Brasil, 1964. Arquivo Nacional

## Morte
De Gaulle faleceu em 9 de novembro de 1970, na comuna de Colombey-les-Deux-Églises, vítima de um aneurisma cerebral. Encontra-se sepultado no cemitério paroquial de Colombey-les-Deux-Églises, Champanha-Ardenas na França.
De Gaulle é considerado como o líder mais influente da história da França moderna. Sua ideologia e seu estilo político - o gaullismo - ainda têm grande influência na vida política francesa atual.

## Publicações

### Edições francesas
- La Discorde Chez l'Ennemi (1924)
- Histoire des Troupes du Levant (1931) Escrito pelo major de Gaulle e pelo major Yvon, com a colaboração do coronel de Mierry na preparação do texto final.
- Le Fil de l'Épée (1932)
- Vers l'Armée de Métier (1934)
- La France et son Armée (1938)
- Trois Études (1945) (Rôle Historique des Places Fortes;[17] Mobilisation Economique à l'Étranger;[18] Comment Faire une Armée de Métier) seguido pelo Memorando de 26 de janeiro de 1940.
- Mémoires de Guerre
  - Volume I – L'Appel 1940–1942 (1954)
  - Volume II – L'Unité, 1942–1944 (1956)
  - Volume III – Le Salut, 1944–1946 (1959)
- Mémoires d'Espoir
  - Volume I – Le Renouveau 1958–1962 (1970)
- Discours et Messages
  - Volume I – Pendant la Guerre 1940–1946 (1970)
  - Volume II – Dans l'attente 1946–1958 (1970)
  - Volume III – Avec le Renouveau 1958–1962 (1970)
  - Volume IV – Pour l'Effort 1962–1965 (1970)
  - Volume V – Vers le Terme 1966–1969

### Traduções para o inglês
- The Enemy's House Divided (La Discorde chez l'ennemi). Tr. por Robert Eden. University of North Carolina Press, Chapel Hill, 2002.
- The Edge of the Sword (Le Fil de l'Épée). Tr. por Gerard Hopkins. Faber, Londres, 1960 Criterion Books, Nova York, 1960
- The Army of the Future (Vers l'Armée de Métier). Hutchinson, London-Melbourne, 1940. Lippincott, Nova York, 1940
- France and Her Army (La France et son Armée). Tr. por F.L. Dash. Hutchinson Londres, 1945. Ryerson Press, Toronto, 1945
- War Memoirs: Call to Honour, 1940–1942 (L'Appel). Tr. by Jonathan Griffin. Collins, Londres, 1955 (2 volumes). Viking Press, Nova York, 1955.
- War Memoirs: Unity, 1942–1944 (L'Unité). Tr. por Richard Howard (narrativa) e Joyce Murchie and Hamish Erskine (documents). Weidenfeld & Nicolson, Londres, 1959 (2 volumes). Simon & Schuster, Nova York, 1959 (2 volumes).
- War Memoirs: Salvation, 1944–1946 (Le Salut). Tr. por Richard Howard (narrativa) e Joyce Murchie and Hamish Erskine (documents). Weidenfeld & Nicolson, Londres, 1960 (2 volumes). Simon & Schuster, Nova York, 1960 (2 volumes).
- Memoirs of Hope: Renewal, 1958–1962. Endeavour, 1962– (Le Renouveau) (L'Effort). Tr. por Terence Kilmartin. Weidenfeld & Nicolson, Londres, 1971.